# 나의 그리스식 웨딩 2
《나의 그리스식 웨딩 2》(영어: My Big Fat Greek Wedding 2)는 2016년에 개봉한 미국의 로맨틱 코미디 영화이다. 2002년작 《나의 그리스식 웨딩》의 속편이다.

## 출연진
- 니아 발다로스 - 포툴라 “툴라” 포터칼러스밀러 역
- 존 코빗 - 이언 밀러 역
- 얼레이나 캠포리스 - 패리스 밀러 역
- 레이니 커잰 - 마리아 포터칼러스 역
- 마이클 콘스턴틴 - 코스터스 “거스” 포터칼러스 역
- 앤드리아 마틴 - 시아 불라 역
- 루이스 맨딜로어 - 니코스 “닉” 포터칼러스 역
- 지아 커리디스 - 사촌 니키 역
- 제리 멘디시노 - 타키 아저씨 역
- 조이 퍼톤 - 사촌 앤절로 역
- 스타브룰라 로고테티스 - 어시나 포터칼러스 역
- 이언 고메즈 - 마이크 역
- 마크 마골리스 - 파노스 포터칼러스 역
- 존 스테이모스 - 조지 역
- 리타 윌슨 - 애나 역
- 앨릭스 울프 - 베넷 역
- 브루스 그레이 - 로드니 밀러 역
- 피오나 리드 - 해리엇 밀러 역
- 제인 이스트우드 - 화이트 부인 역
- 롭 리글 - 노스웨스턴 대학교 대표 역

## 우리말 녹음
KBS 성우진
- 오인실 - 툴라(니아 발다로스)
- 홍시호 - 이언(존 코빗)
- 장광 - 거스(마이클 콘스턴틴)
- 안경진 - 마리아(레이니 커잰)
- 이봉준 - 로드니(브루스 그레이) / 타키(제리 멘디시노)
- 박지윤 - 패리스(얼레이나 캠포리스)
- 홍수정 - 어시나(스타브룰라 로고테티스)
- 김옥경 - 불라(앤드리아 마틴)
- 지화정 - 니키(지아 커리디스)
- 정성훈 - 앤절로(조이 퍼톤)
- 홍진욱 - 마이클(이언 고메즈) / 거스의 형(마크 마골리스) / 남학생 / 목사
- 이미연 - 코스타(마이클 소포스)
- 박상훈 - 니코(루이스 맨딜로어)
- 신범식 - 베넷(앨릭스 울프) / 입시 설명관
- 전영수 - 해리엇(피오나 리드) / 이웃집 아줌마 / 툴라의 할머니